# 袴塚淳
袴塚 淳（はかまつか じゅん、1955年1月26日 - ）は、日本のジャズピアニスト。

## 来歴・人物
東京都出身。4歳の時からクラシックピアノを習い始めた。明治大学入学後明治大学軽音楽クラブ内のジャズ・ビッグバンド・明治大学ビッグサウンズソサエティーオーケストラに入部する一方、藤井貞泰にジャズピアノを師事した。
1976年11月、明治大学モダンジャズ研究会メランコリー・キャッツのメンバーだったギタリストの安藤正容・ドラマーの原田俊一（現：原田俊太郎）、それに安藤と1973年以来共演してきたベーシストの中村裕二とTHE SQUARE（現：T-SQUARE）を結成した。その後4ビートを志しスクェアを退団、1978年明治大学を卒業し、その後岡村誠史カルテットに参加してプロのジャズピアニストとしてデビューした。
デビュー後は尾田悟カルテット、清水閏トリオ、中村誠一カルテットなどに参加したのち、自己のトリオや谷口英治クインテットなどで活動している。また、マーサ三宅、水森亜土、ドリー・ベイカーらジャズ歌手の伴奏も務めている。